# Severní Sentinel
Severní Sentinel je jedním z ostrovů Andamanského souostroví v Bengálském zálivu. Leží asi 35 km směrem na západ od pobřeží ostrova Jižní Andaman. Ostrov se nachází poměrně daleko od hlavních osad Velkých Andaman, je obklopený korálovými útesy a postrádá přirozené přístavy. Většina z ostrova je zalesněná.

## Obyvatelstvo

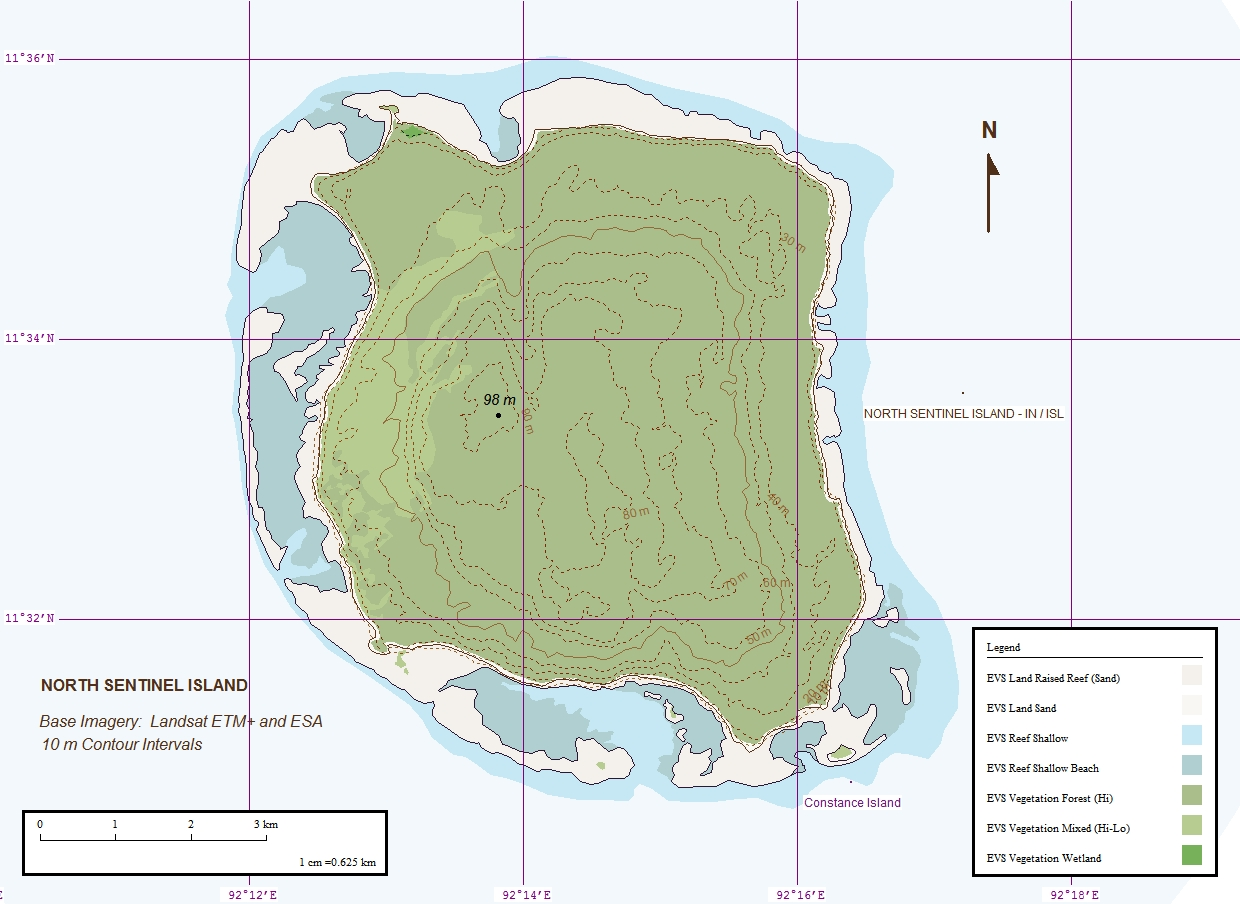
Mapa Severního Sentinelu

Na ostrově žije skupina domorodých lidí zvaných Sentinelci (Sentinelové). Jejich populace je odhadována v rozmezí od 50 do 400 lidí. Odmítají jakýkoli kontakt s ostatními lidmi a patří mezi poslední kmeny prakticky nedotčené moderní civilizací. Jejich populace čelí potenciální hrozbě infekčních nemocí, ke kterým nemají vybudovanou imunitu, stejně jako násilí vetřelců. Indická vláda proto prohlásila celý ostrov, který má přibližně velikost Manhattanu, a jeho okolní vody na tři míle od ostrova za ochrannou zónu.
V listopadu 2018 byl při nepovoleném vstupu na ostrov místními obyvateli zabit evangelický misionář, Američan John Allen Chau. Na ostrov pronikl tajně v noci 14. listopadu 2018 s pomocí rybářů, za jejichž služby zaplatil částku zhruba 25 000 rupií, tj. v přepočtu více než 8 000 Kč.